# Chapelle Notre-Dame des Trois-Fontaines
La chapelle Notre-Dame des Trois-Fontaines est située à Gouézec, en France.

## Localisation
La chapelle est située sur le territoire de la commune de Gouézec, au lieu-dit Les Trois Fontaines, dans le département du Finistère, en région Bretagne.

## Description
La chapelle est un édifice de la fin du XVe siècle, remanié aux XVIe et XVIIIe siècles. Construit en granit et couvert en ardoises, l'édifice se compose d'une nef, d'un bas-côté, d'un transept et d'une abside polygonale. La façade occidentale, ouverte par un portail du XVe siècle, est surmontée d'un clocher du XVIIIe siècle. La nef est flanquée, au sud, d'un porche à pignon du XVe siècle, de plan oblong. Des vitraux du XVIe siècle ornent certaines fenêtres du transept et de l'abside. Le calvaire date de 1554 et présente trois croix et un groupement de personnages dont il ne reste qu'un larron et Sainte-Madeleine. La fontaine se compose d'une arcade en ogive recouvrant partiellement une source. Les fleurons qui terminaient les pignons ont disparu. Une statuette de la Vierge est placée dans le fond.

## Historique
La chapelle est classée au titre des monuments historiques, la fontaine par arrêté du 7 octobre 1922, le calvaire dans le cimetière de l'église par arrêté du 23 octobre 1922 et la chapelle par arrêté du 28 mars 1927.

## Galerie

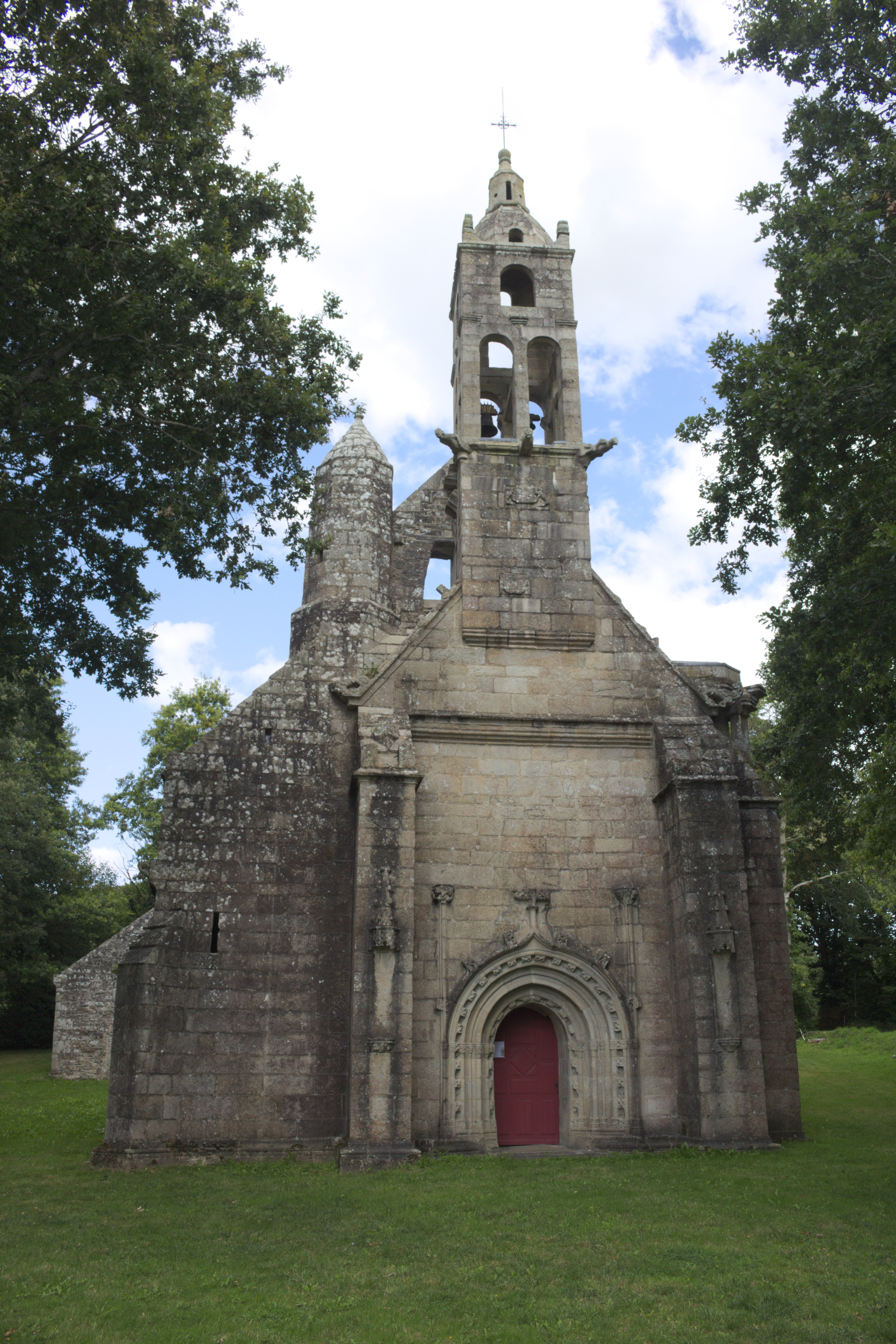
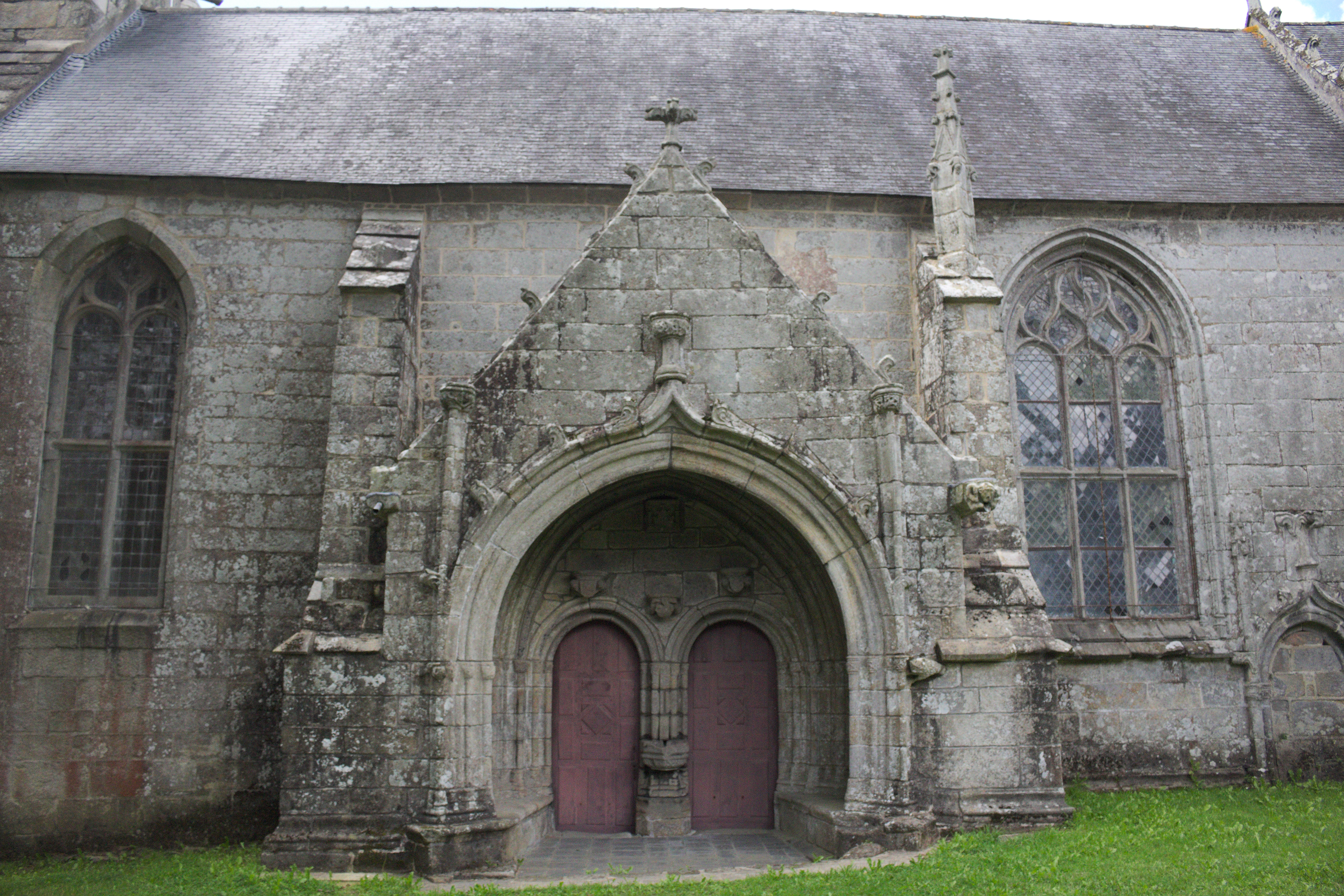
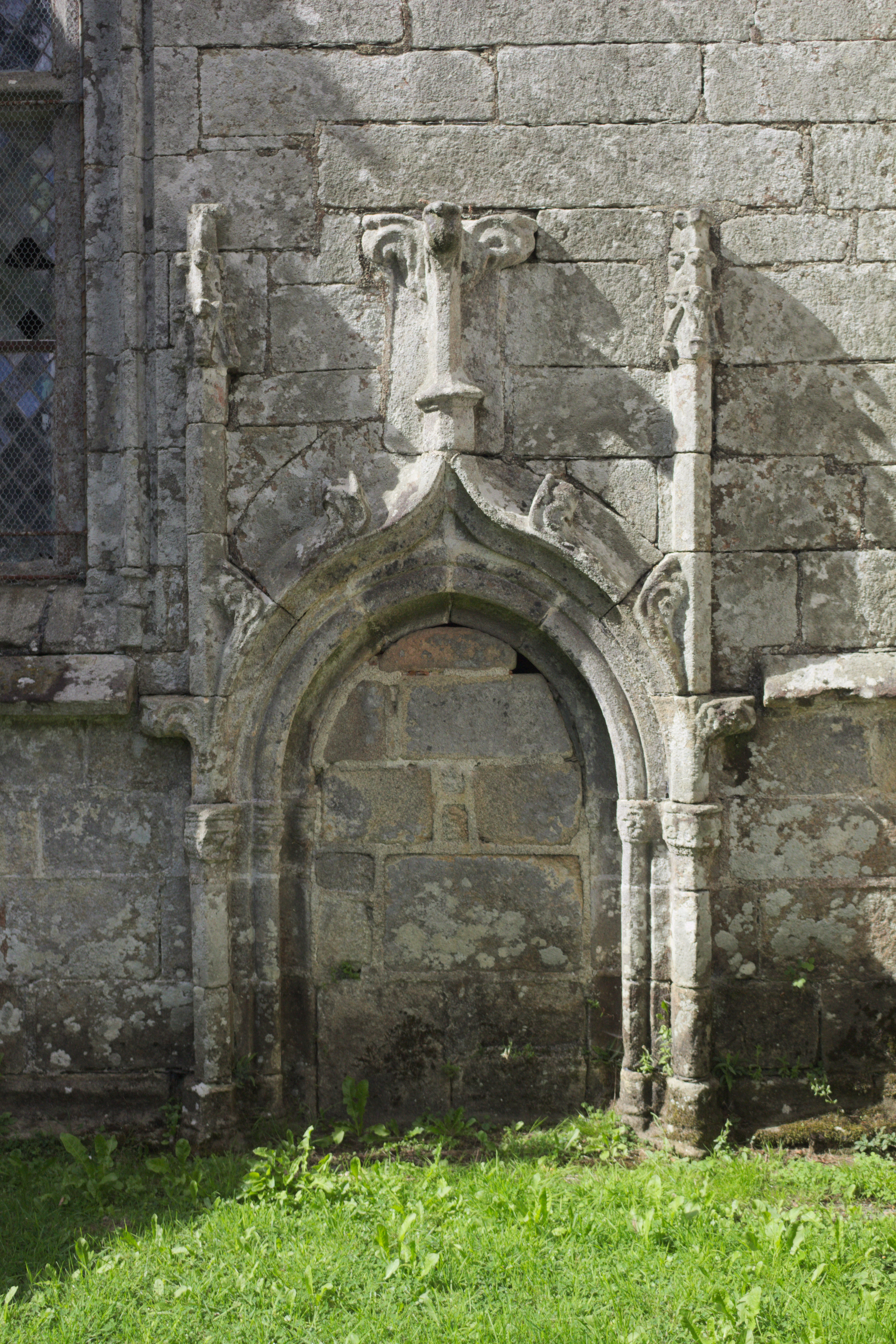
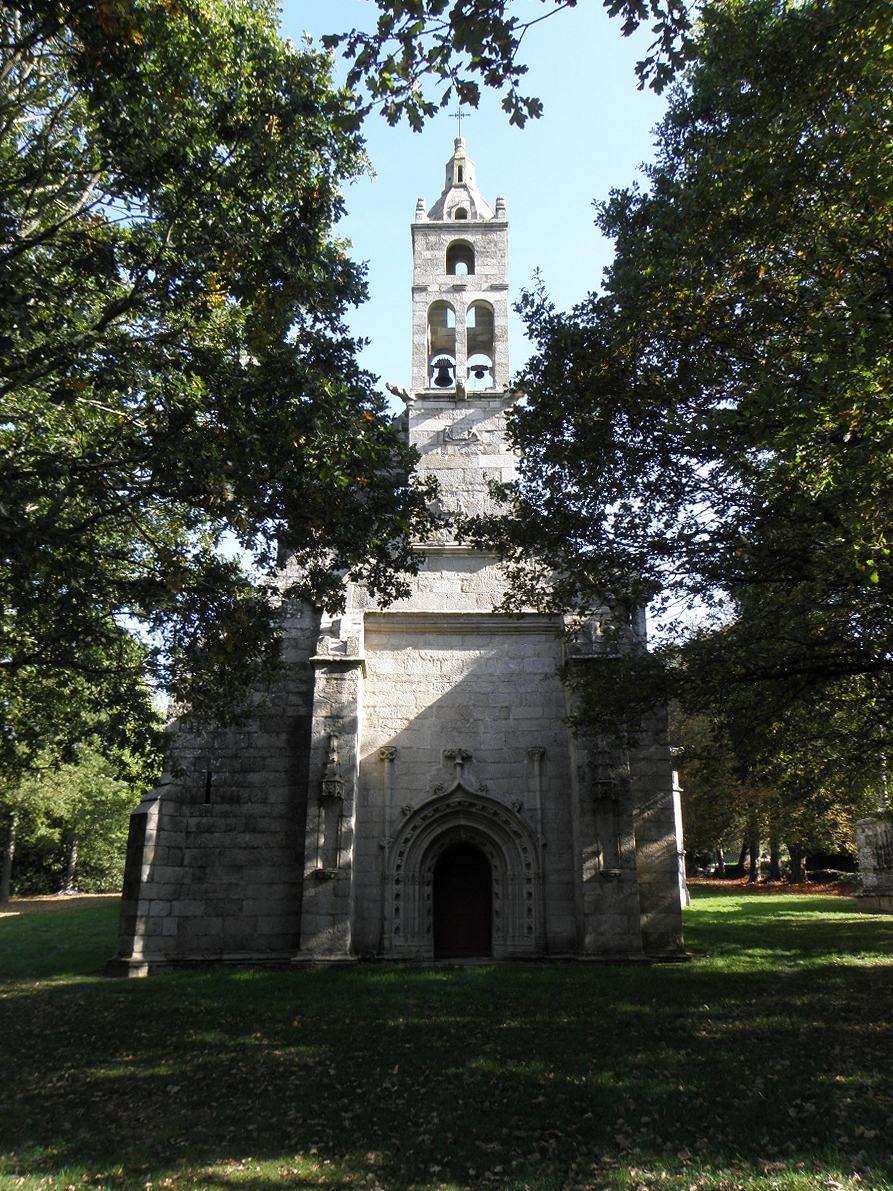
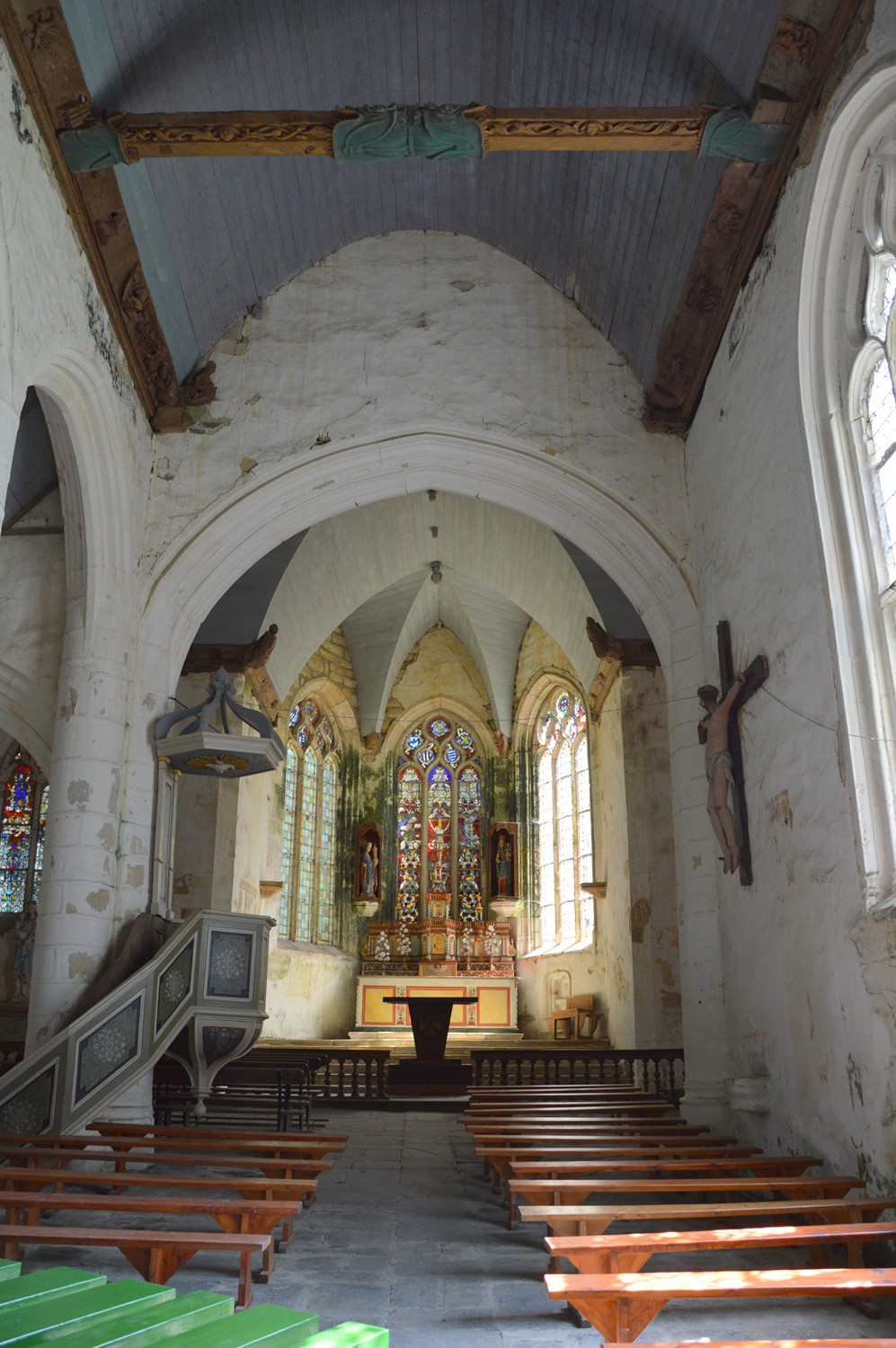
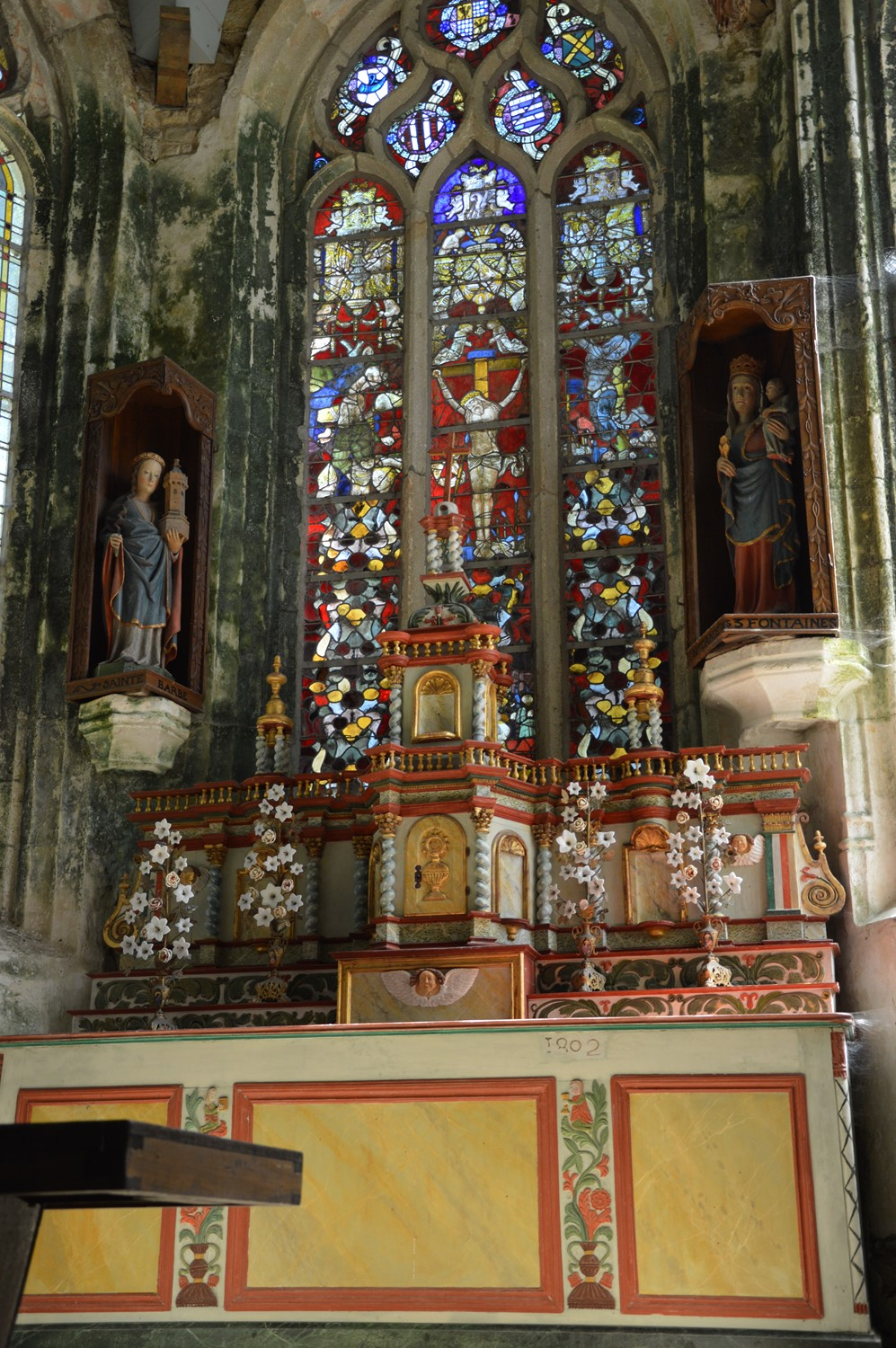
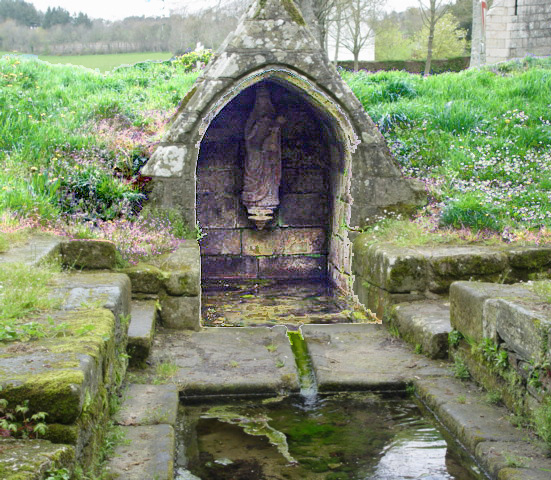
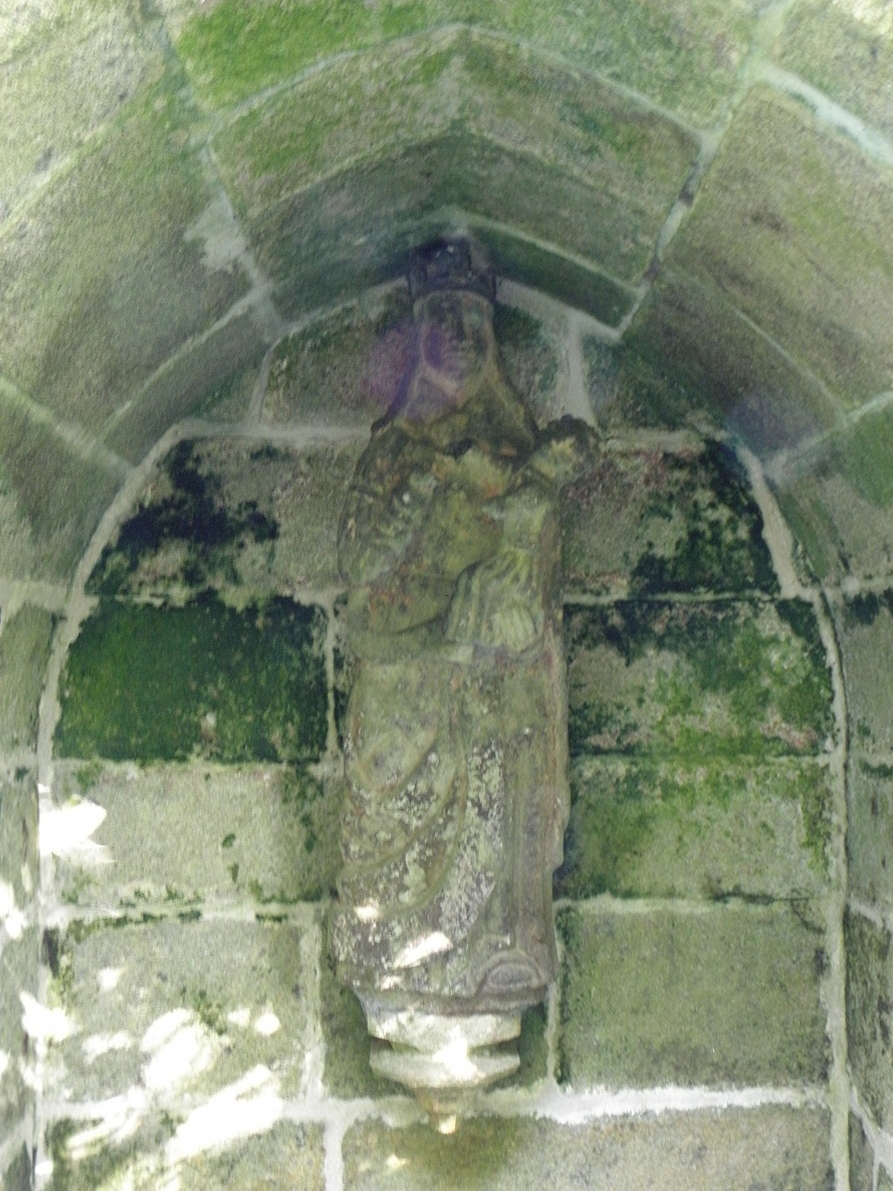
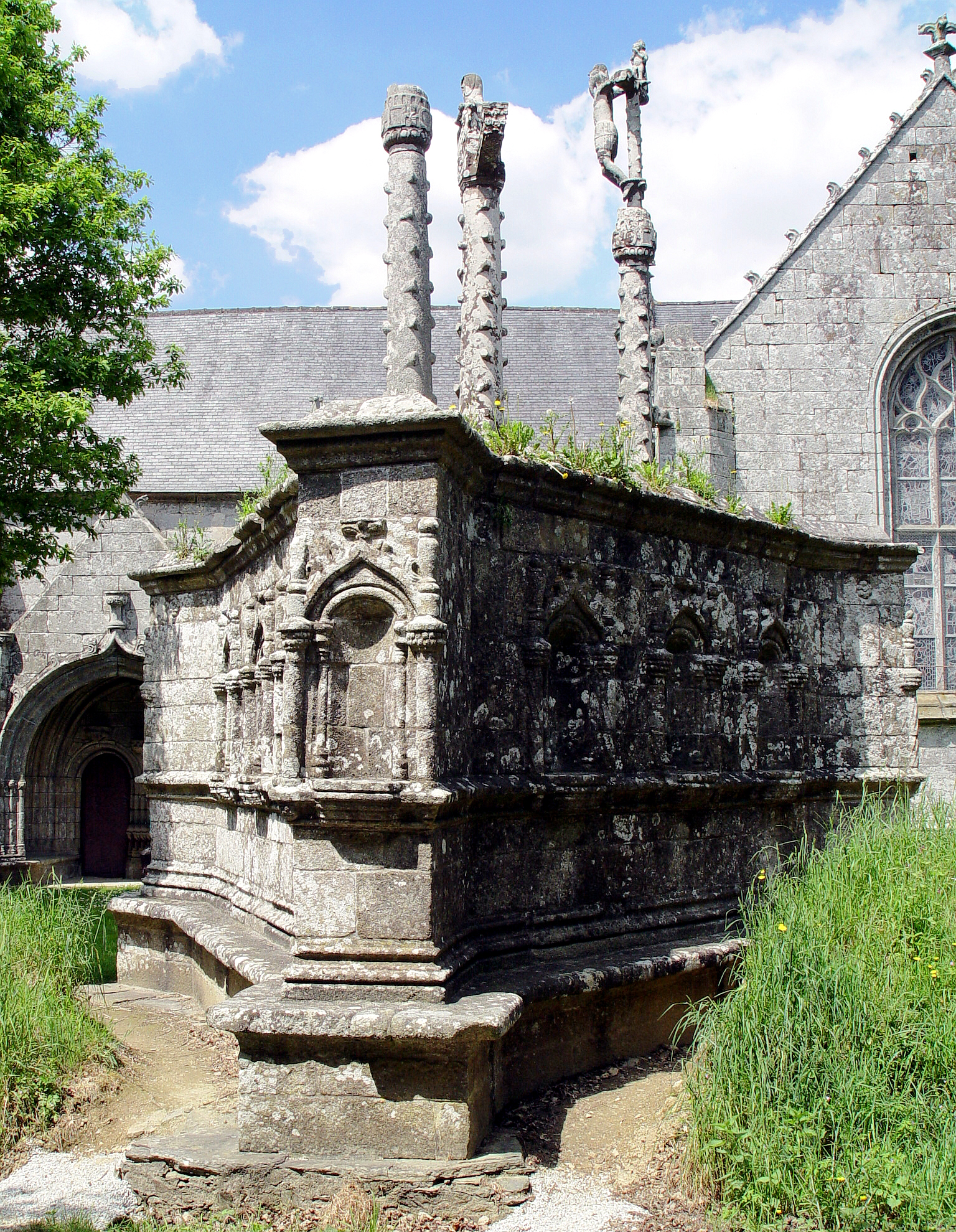
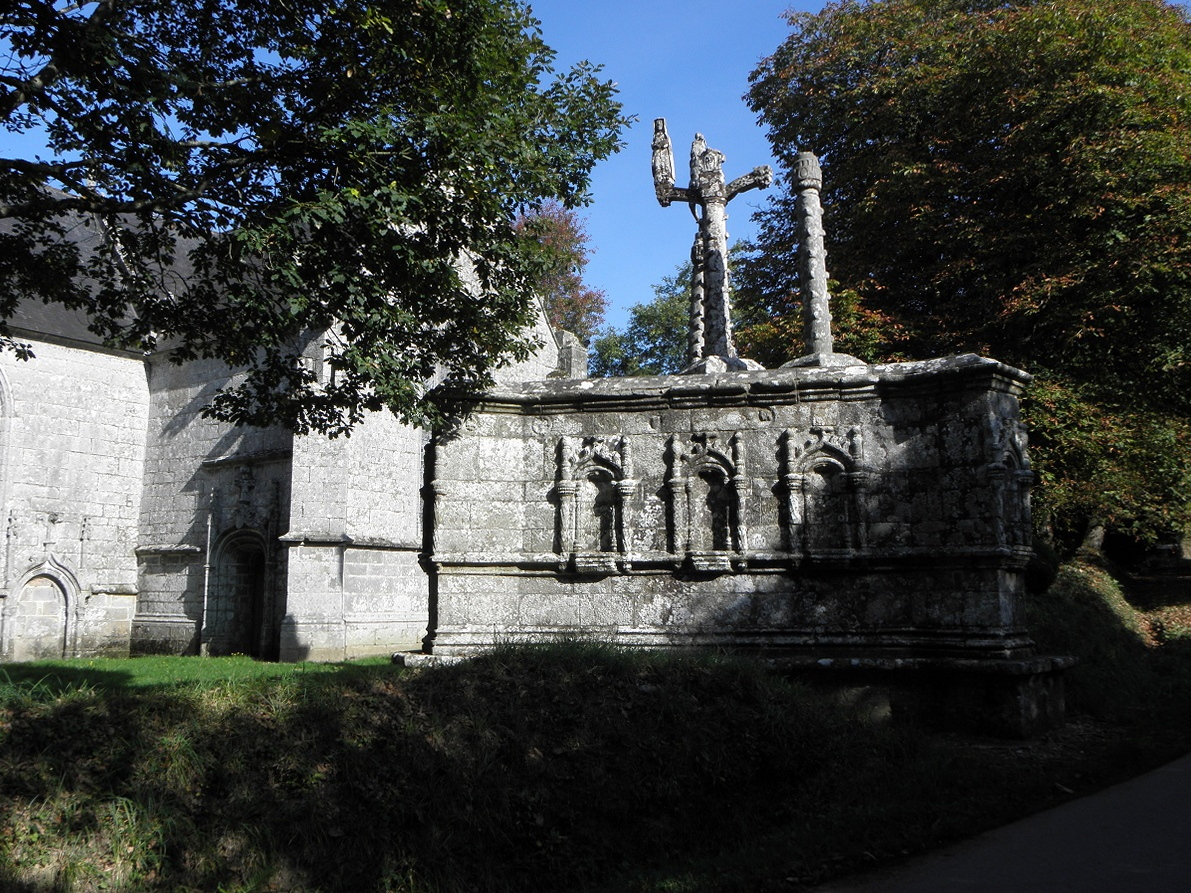
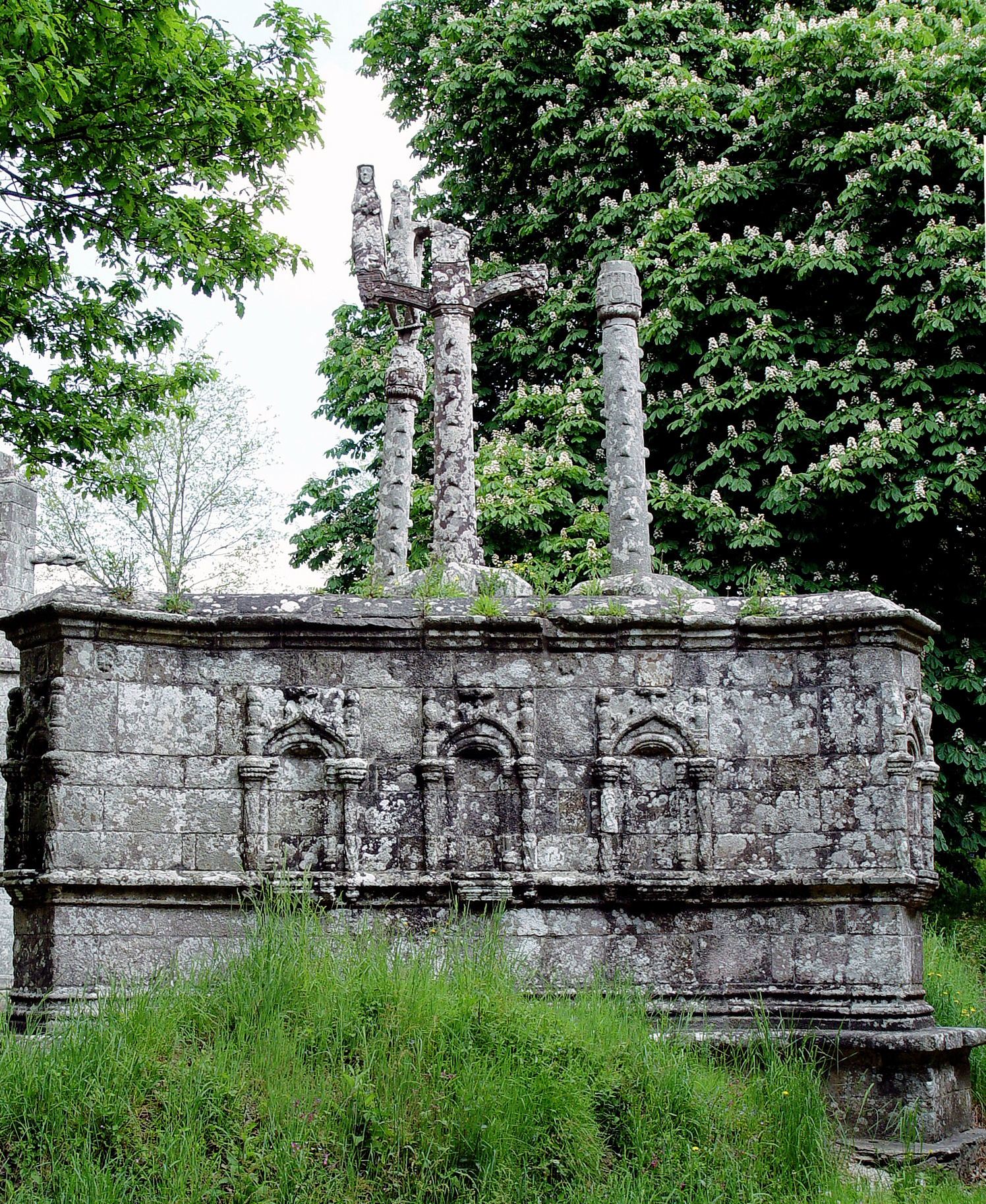
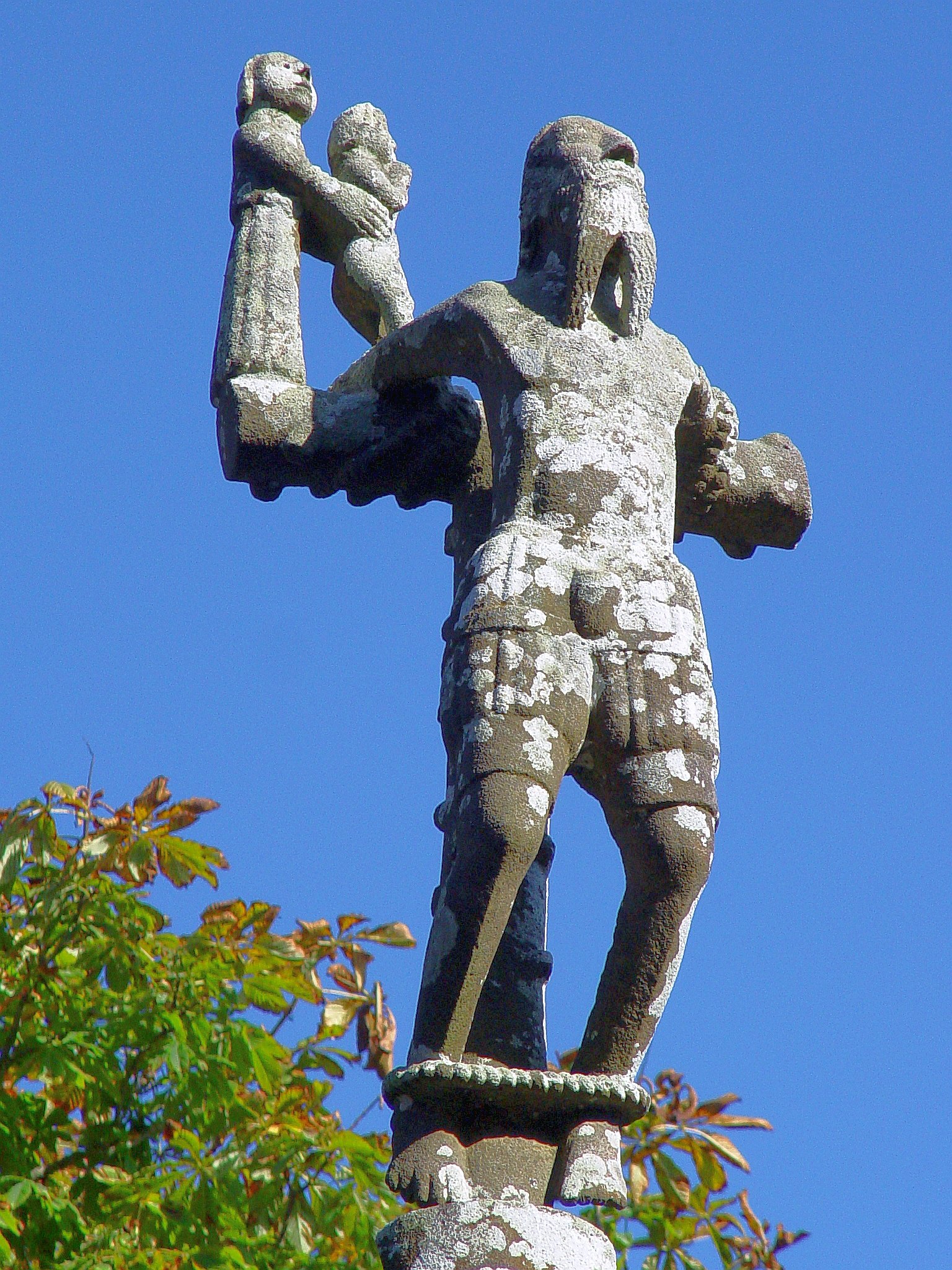